# Choroba Duhringa
Choroba Duhringa, opryszczkowate zapalenie skóry (łac. dermatitis herpetiformis) – przewlekła choroba autoimmunologiczna (zespół jelitowo-skórny), w którym oprócz zmian o charakterze pęcherzowym występuje glutenozależna enteropatia. Choroba Duhringa nie jest związana ani wywołana przez wirusa opryszczki: nazwa oznacza, że jest to zapalenie skóry o wyglądzie podobnym do opryszczki. 
Opryszczkowe zapalenie skóry zostało po raz pierwszy opisane przez Louisa Adolphusa Duhringa w 1884 r. Związek między chorobą Duhringa a celiakią został rozpoznany w 1967 r., chociaż dokładny mechanizm przyczynowy nie jest znany.

## Patogeneza
Główną rolę odgrywa nietolerancja glutenu. Na szczycie brodawek skórnych dochodzi do odkładania się charakterystycznych złogów IgA. Występują one także w okresie remisji i w skórze niezmienionej. Gdy ulegną fagocytozie powstają tzw. mikroropnie. W surowicy wykrywa się przeciwciała IgA skierowane przeciwko endomysium (EMA) oraz przeciw transglutaminazie tkankowej (tTGA). Choroba Duhringa (podobnie jak celiakia) wiąże się ze specyficznymi antygenami zgodności tkankowej w regionie HLA-DQ.

## Objawy
Zmiany skórne o różnym typie (grudki, rumienie, niewielkie pęcherze), swędzące, układające się festonowato i zawsze symetrycznie. Najczęściej zlokalizowane są na łokciach i kolanach, karku, owłosionej skórze głowy oraz skórze twarzy, łopatkach, okolicy krzyżowej i pośladkach. Intensywne swędzenie lub pieczenie jest czasami odczuwalne, zanim pęcherze pojawią się na określonym obszarze skóry.
W jelicie cienkim dochodzi do spłaszczenia lub zaniku kosmków jelitowych i nacieków zapalnych w obrębie blaszki właściwej błony śluzowej oraz nabłonka kosmków.
Czasami objawom mogą towarzyszyć objawy celiakii, które zwykle obejmują ból brzucha, wzdęcia, biegunkę, utratę masy ciała i zmęczenie. Jednak osoby z Chorobą Duhringa często nie mają objawów żołądkowo-jelitowych, nawet jeśli mają związane z nimi uszkodzenie jelit.
Czynnikiem zaostrzającym zmiany jest jod. Skóra pacjentów z chorobą Duhringa jest wrażliwa zarówno na jod zawarty w pokarmach, jak również w powietrzu (niewskazane jest przebywanie w rejonach nadmorskich).

## Leczenie
Należy przestrzegać ścisłej diety bezglutenowej przez całe życie. Unikanie glutenu zmniejszy związane z tym uszkodzenie jelit i ryzyko innych powikłań. 
Powikłania wynikają z autoimmunologicznego charakteru choroby i nadmiernie reagującego układu odpornościowego. Obejmują między innymi osteoporozę, niektóre rodzaje raka jelita i zwiększone ryzyko innych chorób autoimmunologicznych, takich jak choroba tarczycy.
Utrzymanie ścisłej diety bezglutenowej może być jednak bardzo trudne, ponieważ zanieczyszczenie glutenem jest powszechne w wielu rzekomo bezglutenowych produktach spożywczych i restauracjach.
W leczeniu farmakologicznym stosuje się sulfonamidy. Likwidują one jedynie objawy skórne, nie wywierając wpływu na zmiany jelitowe.